# Campionati europei di triathlon long distance del 1997
I Campionati europei di triathlon long distance del 1997 (VIII edizione) si sono tenuti a Fredericia, Danimarca.
Tra gli uomini ha vinto il danese Peter Sandvang, mentre la gara femminile è andata alla connazionale Karin Jørgensen.

## Risultati

### Élite uomini
| Pos. | Nome           | Paese     | Totale  |
| ---- | -------------- | --------- | ------- |
|      | Peter Sandvang | Danimarca | 8:19:31 |
|      | Morten Fenger  | Danimarca | 8:19:45 |
|      | Pauli Kiuru    | Finlandia | 8:30:41 |

### Élite donne
| Pos. | Nome            | Paese     | Totale   |
| ---- | --------------- | --------- | -------- |
|      | Karin Jørgensen | Danimarca | 9:49:26  |
|      | Katja Mayer     | Germania  | 9:57:32  |
|      | Ghita Gerkman   | Finlandia | 10:07:58 |